# Филип Готфрид фон Хоенлое-Валденбург
Филип Готфрид фон Хоенлое-Валденбург (на немски: Philipp Gottfried von Hohenlohe-Waldenburg; * 6 юни 1618 във Валденбург; † 14 декември 1679 във Валденбург) е граф на Хоенлое-Валденбург.
Той е вторият син на граф Филип Хайнрих фон Хоенлое-Валденбург (1591 – 1644) и съпругата му Доротея Валпурга фон Хоенлое (1590 – 1656), дъщеря на граф Волфганг фон Хоенлое-Вайкерсхайм (1546 – 1610) и графиня Магдалена фон Насау-Диленбург (1547 – 1633). По-големият му брат граф Волфганг Фридрих фон Хоенлое-Валденбург (1617 – 1658) умира без наследник.

## Фамилия
Филип Готфрид се жени на 2 септември 1649 г. за Анна Кристина фон Лимпург-Зонтхайм (* 15 декември 1618; † 28 май 1685 във Валденбург), дъщеря на Хайнрих II Шенк фон Лимпург-Зонтхайм (1573 – 1637) и графиня Елизабет фон Ербах (1578 – 1645). Те имат децата:
- Доротея Елизабет (1650 – 1711), омъжена на 27 май 1666 г. за граф Хискиас фон Хоенлое-Валденбург-Пфеделбах (1631 – 1685)
- Катарина София (1652 – 1670)
- Анна Юлиана (1654 – 1710)
- Георг Фридрих (1655 – 1655)
- Флориана Филипина (1658 – 1658)
- Анна Доротея Христина (1656 – 1724), омъжена на 3 ноември 1671 г. за граф Георг Албрехт II фон Ербах-Фюрстенау (1648 – 1717), прародители на британската кралица Виктория